# Graberje Ivaničko
 Graberje Ivaničko  falu Horvátországban Zágráb megyében. Közigazgatásilag Ivanić-Gradhoz tartozik.

## Fekvése
Zágrábtól 40 km-re délkeletre, községközpontjától  5 km-re keletre fekszik. 

## Története
A település a 16. század végén keletkezett. Első telepesei nagyrészt a török által megszállt területekről érkezett horvátok voltak. A varasdi katonai határőrvidékhez tartozott. A 18. század végén 74 lakosa volt. 1890 körül a Tengermellékről és a Hegyvidékről, majd a 20. század elején a Zagorje területéről  újabb horvát telepesek érkeztek. Intenzív betelepülés indult meg 1948, az itteni kőolajmező felfedezése után. Az itteni gyerekek az 1905-ben épített cagineci iskolába jártak, de 1960-ban felépült a graberjei iskola, mely az év szeptember 11-én meg is kezdte működését. Az iskola a deanoveci születésű Josip Badalić történész, szlavista nevét viseli.
1857-ben 107, 1910-ben 371 lakosa volt. Trianonig Belovár-Kőrös vármegye Križi járásához tartozott. Ivanić-Grad község megalakulásakor az 1950-es években az újonnan alakított községhez csatolták és azóta is oda tartozik. A településnek 2001-ben 618 lakosa volt.

## Lakosság
| Lakosság változása | Lakosság változása | Lakosság változása | Lakosság változása | Lakosság változása | Lakosság változása | Lakosság változása | Lakosság változása | Lakosság változása | Lakosság változása | Lakosság változása | Lakosság változása | Lakosság változása | Lakosság változása | Lakosság változása |
| ------------------ | ------------------ | ------------------ | ------------------ | ------------------ | ------------------ | ------------------ | ------------------ | ------------------ | ------------------ | ------------------ | ------------------ | ------------------ | ------------------ | ------------------ |
| 1857               | 1869               | 1880               | 1890               | 1900               | 1910               | 1921               | 1931               | 1948               | 1953               | 1961               | 1971               | 1981               | 1991               | 2001               |
| 107                | 114                | 106                | 155                | 232                | 371                | 343                | 448                | 453                | 793                | 781                | 730                | 632                | 606                | 618                |

## Külső hivatkozások
- Ivanić-Grad hivatalos oldala
- Az alapiskola honlapja